# Theon von Samos
Theon von Samos (altgriechisch Θέων) war ein griechischer Maler der zweiten Hälfte des 4. Jahrhunderts v. Chr.
Literarisch überlieferte Werke sind ein Bilderzyklus aus dem Mythos um Orest sowie ein weiterer mit Darstellungen aus dem Trojanischen Krieg.